# Sebastian Grave Hülphers
Sebastian Grave Hülphers, född 17 oktober 1778 i Västerås församling, död juli 1818, var en svensk grosshandlare, riksdagsledamot och politiker.

## Biografi
Sebastian Grave Hülphers föddes 1778 i Västerås församling. Han var son till ortsbeskrivaren Abraham Hülphers den yngre och Anna Kristina Grave. Hülphers arbetade som grosshandlare och var bruksägare. Han avled 1818.
Hülphers var riksdagsledamot för borgarståndet i Västerås vid riksdagen 1817–1818.
Hülphers gifte sig 1804 med Kristina Wærn. Hon var syster till Carl Fredrik Wærn.